# Moritz Heidegger
Moritz Heidegger (* 4. Dezember 1932; † 12. Februar 1956 in Samedan, Schweiz) war ein liechtensteinischer Bobfahrer.

## Karriere
Der aus Triesen stammende Heidegger nahm bei den Olympischen Winterspielen 1956 in Cortina d’Ampezzo teil. Im Zweierbob startete er mit seinem Anschieber Weltin Wolfinger. Jedoch lag das Duo nach dem zweiten von vier Läufen auf dem letzten Rang und trat nicht mehr an.
Zwei Wochen später starteten die beiden Athleten beim Olympia Bob Run St. Moritz–Celerina. Während des Rennens kam ihr Bob ins Schleudern und die Bahn brach ein, infolgedessen überschlug sich der Bob mehrmals. Trotz Helm wurde Heidegger von den Anstoßbügeln am Hinterkopf schwer getroffen. Der Präsident des Liechtensteinischen Verbands Eduard Theodor von Falz-Fein fuhr ihn sofort ins Krankenhaus in Samedan. Allerdings erlangte Heidegger nicht mehr das Bewusstsein und starb wenige Tage später. Aufgrund dessen wurde der Bobsport in Liechtenstein vorübergehend verboten.